# Bruno Wank
Bruno Wank (* 1961 in Marktoberdorf) ist ein deutscher Bildhauer und Bronzegießer.

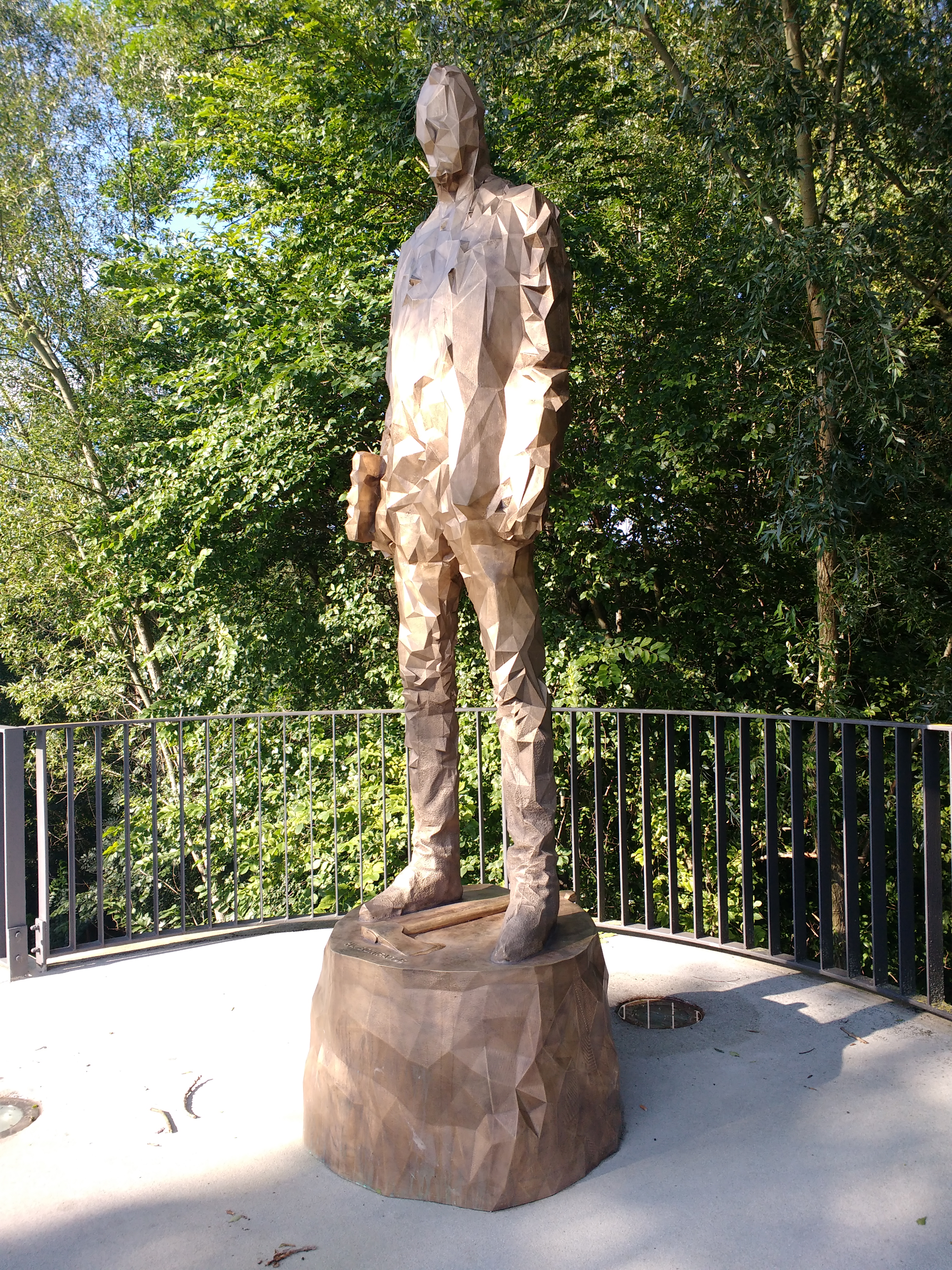
Bruno Wank: Bonifatius, Korbinianbrücke in Freising (2017)

## Leben
Bruno Wank wuchs in Marktoberdorf auf und kam über die Bronzegusswerkstätte seines Vaters Martin Wank bereits mit dem Metier in Berührung. Er begann mit einem Sportstudium von 1983 bis 1986 an der Technischen Universität München und studierte danach bis 1992 an der Akademie der Bildenden Künste München Bildhauerei als Meisterschüler bei Olaf Metzel. An der Akademie war er ab 1993 Leiter der Studienwerkstätte für Bronzeguss und hatte von 1998 bis 2001 jeweils im Oktober/November einen Lehrauftrag an der Helwan-Universität in Kairo, Ägypten. Von 2007 bis 2009 war er Vizepräsident der Akademie der Bildenden Künste München. Von 2008 bis 2012 war er Kommissionsmitglied bei QUIVID, dem Kunst-am-Bau-Programm der Stadt München. Seit 1993 ist er freischaffender Künstler, lebt und arbeitet in München und Görisried.

## Ausstellungen und Werke

### Einzelausstellungen und Einzelwerke

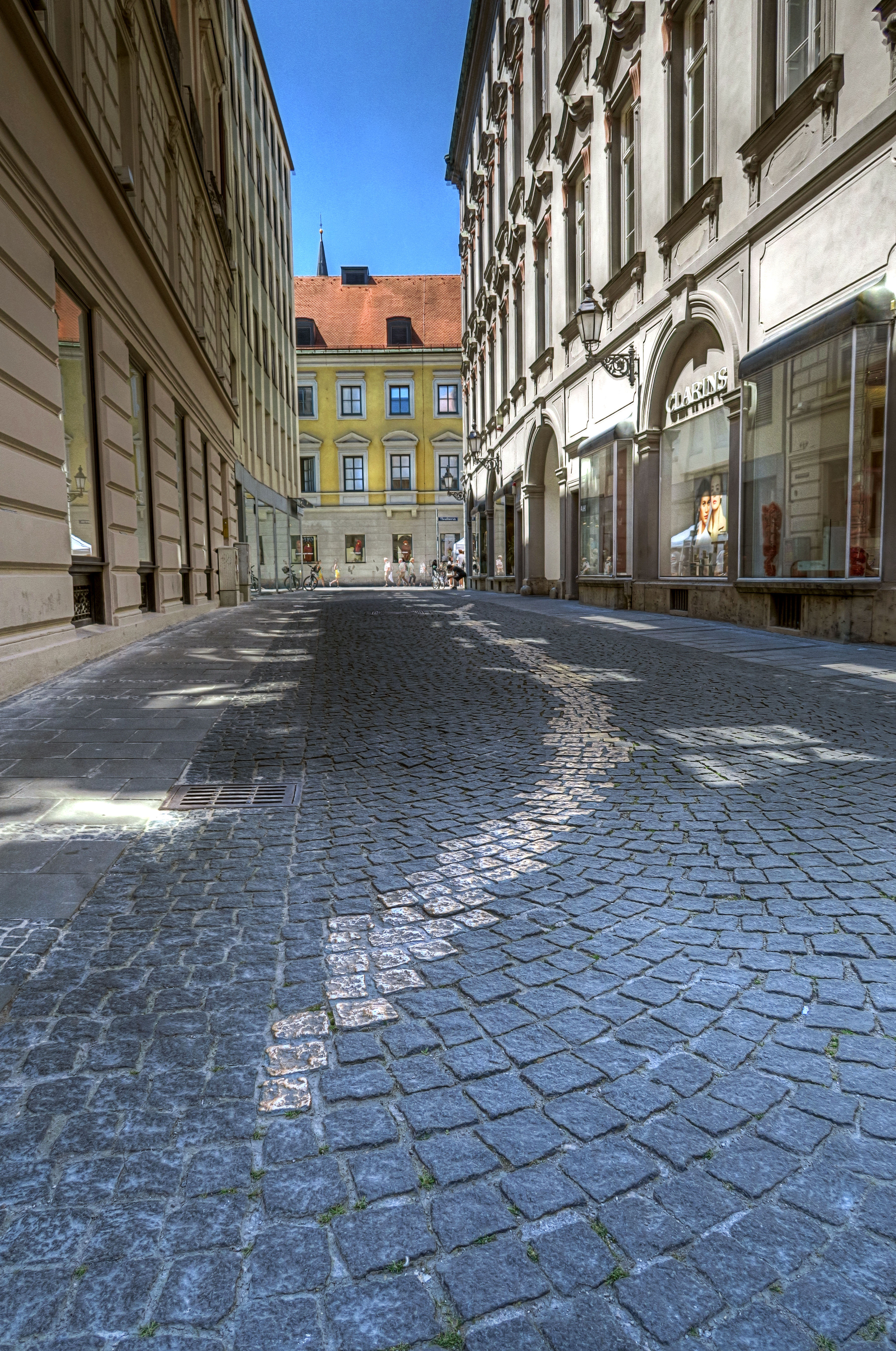
Der „Umweg“ des zivilen Widerstands gegen den Nationalsozialismus im Kopfsteinpflaster der Viscardigasse (Drückebergergasse)

- 1995: „Argumente“, Viscardigasse, München[3]
- 2000: „Berge 2000“, Alpines Museum, München
- 2004: „Bosporus“, Rathaus und Städtische Galerie im Rathausfletz, Neuburg an der Donau
- 2004: „Grünes Haus“, Künstlerhaus Marktoberdorf, Marktoberdorf
- 2005: „Versuch einer Befruchtung“, Rote Zelle, München
- 2007: Galerie Sabine Salome Schwefel, Stuttgart
- 2007: „Kulturexpedition Ostallgäu“
- 2009: „tent modern“, München
- 2010: Raum02, Mühldorf am Inn
- 2010: „Engelsflügel und Lügennasen“, VerpackereiGö, Görisried
- 2013: „Light my Fire“, VerpackereiGö, Görisried
- 2016: „Feuer & Flamme“, Gymnasium München-Nord
- 2016: „Die sieben Todsünden“, Diözesanmuseum St. Afra, Augsburg.[4]
- 2017: Bonifatius, Brückenfigur auf der Korbinianbrücke in Freising
- 2023: Skulptur "Like paradise island" (Bienenwabenblume) im Stadtpark von Kempten (Allgäu)

### Gruppenausstellungen und Anderes
- 1996: Botanischer Garten, München
- 1996: „München liegt am Meer“, Müllerstraße, München
- 1997: EuRegio Skulpturenpark, Immenstadt
- 1997: „exposition en Suisse“, Le Manoir (Maison Ganioz), Martigny
- 1999: „Privat(t)räume“, Wunsiedel
- 2000: „Gold, Macht, Lust“, Kunsthalle Mannheim
- 2000: „Quo vadis?,“ Neue Medien in der Kunst, Augsburg
- 2001: 8. Internationale Kairo Biennale, Kairo
- 2002: „Dar al-Hiwar“, Haus der Begegnung, Goethe-Institut, Kairo
- 2002: „Fragile“, Künstlerhaus Marktoberdorf, Marktoberdorf
- 2002: B„okra in Sha’a Allah“, Bronzeguss mit Studenten der Helwan University, Kairo
- 2004: „Sammeltaxi“, Bronzeguss mit Studenten der Helwan University, Kairo
- 2005: „Fluid Artcanal International“, Le Landeron
- 2005: „Fast Forward Johannesburg“, Aedes Galerie, Berlin
- 2005: „Schöner Wohnen“, Lamontstraße 23 (Kunst im Abbruchhaus), München
- 2006: „Fluid Artcanal International“, Daejeon
- 2006: „Gabrielle d´Estrées und ihre Schwester“, Memminger Meile, Memmingen[5]
- 2007: „Reflecting Water – Ein Naturelement als künstlerisches Material“, Neue Galerie im Höhmannhaus, Augsburg
- 2007: „Noch Schöner Wohnen“, Lamontstraße 23 (Kunst im Abbruchhaus), München
- 2008: La Serpara, Italien
- 2008: Verein für Original-Radierung, München
- 2009: „Räume der Stille - Silent Spaces“, H2 – Zentrum für Gegenwartskunst, Augsburg
- 2009: National Centre for Contemporary Arts (NCCA), Moskau
- 2009: Galerie Bezirk Oberbayern, München
- 2010: „Die Allgäuer kommen …“, Künstlerhaus Ulm, Ulm
- 2011: „beLichtet“, Hofgartensaal der Residenz Kempten. Kempten
- 2011: „Architekturforum“, Alte Weberei, Kempten
- 2012: „Casting“, Bronzegießen im Garten der Akademie der Bildenden Künste München, München
- 2012: „Handschlag“, Verein für Original-Radierung, München
- 2012: „Highlights im Abseits“, Künstlerhaus Marktoberdorf, Marktoberdorf
- 2012: „Nomen est omen“, Schloss Wangen an der Aare
- 2014: „Display Art Club“, Galerie Filser & Gräf, München
- 2014: „Luxxxus“, BBK München, Kunst- und Gewerbeverein Regensburg, VerpackereiGö und V8 Plattform für neue Kunst
- 2014: „4 Sekunden Echo“, VerpackereiGö, Görisried
- 2015: „Schwabentag/Kunst am Bach,“ Betzigau
- 2015: „contemporallye“, Martini-Park, Augsburg
- 2015: „Allmgäuer“, Galerie kunstreich, Kempten
- 2015: „Meister der Moderne“, Internationale Handwerksmesse, München
- 2017: „Shoppingmall“, Galerie der Künstler, VerpackereiGö und Villa Jauss, München, Görisried, Obersdorf

## Ehrungen
- 1997: H.W. & J. Hector-Kunstpreis, Kunsthalle Mannheim, Mannheim
- 1999: „Media works 99“ (Videokunstpreis), Lothringer13, München
- 2004: Projektstipendium der Erwin-und-Gisela-von-Steiner-Stiftung
- 2004: Projektstipendium der Rupert-Gabler-Stiftung
- 2023: Bayerischer Kulturpreis[6]